# Iliacantha subglobosa
Iliacantha subglobosa är en kräftdjursart som beskrevs av William Stimpson 1871. Iliacantha subglobosa ingår i släktet Iliacantha och familjen Leucosiidae. Inga underarter finns listade i Catalogue of Life.